# Ellen Estes
Pour les articles homonymes, voir Estes.
Ellen Marie Estes, née le 13 octobre 1978 à Portland (Oregon, États-Unis), est une ancienne joueuse américaine de water-polo. Elle est championne du monde en 2003 et médaillée de d'argent et de bronze olympique en 2000 et 2004.

## Carrière
Membre de l'équipe de l'université Stanford, elle est nommée MPSF Player of the Year et remporte le titre national universitaire en 2002. Elle y fait des études d'ingénierie mécanique.
Membre de l'équipe nationale américaine de water-polo, elle remporte un médaille d'argent aux Jeux de 2000 puis une de bronze à ceux de 2004.
Elle est aux USA Water-Polo Hall of Fame en 2012.

## Palmarès

### Jeux olympiques
- Jeux olympiques d'été de 2000 à Sydney ( Australie) :
  -  médaille d'argent du tournoi féminin
- Jeux olympiques d'été de 2004 à Athènes ( Grèce) :
  -  médaille de bronze du tournoi féminin

### Championnats du monde
- Championnats du monde 2003 à Barcelone ( Espagne) :
  -  médaille d'or du tournoi féminin

### Jeux panaméricains
- Jeux panaméricains de 2003 à Saint-Domingue ( République dominicaine) :
  -  médaille d'or du tournoi féminin